# Prix Renaudot des Lycéens
Le Prix Renaudot des Lycéens est un prix littéraire français unique en son genre, car il est décerné par un jury de lycéens. Créé en 1992, ce prix a pour objectif principal de promouvoir la lecture auprès des jeunes et de les familiariser avec la littérature contemporaine. Il s'agit d'une initiative qui vise à encourager la participation active des adolescents dans le monde littéraire, en leur donnant la possibilité de découvrir des auteurs et des œuvres de qualité.

## Histoire

### Origines et contexte de la création du prix
Le Prix Renaudot des Lycéens a vu le jour grâce à l'initiative de l'Association des Amis de Théophraste Renaudot, en partenariat avec le lycée Guy Chauvet de Loudun. Cette association, soucieuse de valoriser l'œuvre de Théophraste Renaudot et de promouvoir les valeurs humanistes, a souhaité créer un événement littéraire qui s'adresse spécifiquement aux jeunes. Le choix de Loudun, ville natale de Théophraste Renaudot, comme lieu de remise du prix, renforce l'ancrage de cette initiative dans l'histoire et la culture locales.

### Évolution du prix au fil des années
Depuis sa création, le Prix Renaudot des Lycéens a connu un succès croissant auprès des lycées de toute la France. Le nombre de participants a augmenté au fil des ans, témoignant de l'intérêt des jeunes pour la lecture et la littérature contemporaine. Le prix a également acquis une reconnaissance nationale, devenant un événement littéraire important dans le paysage français .

## Organisation et déroulement

### Processus de sélection des lycéens jurés
Les lycéens qui souhaitent participer au Prix Renaudot des Lycéens sont sélectionnés par leurs professeurs, en fonction de leur intérêt pour la lecture et de leur motivation. Les critères de sélection peuvent varier d'un établissement à l'autre, mais l'objectif est de constituer un jury représentatif de la diversité des élèves, .

### Méthodologie de sélection des ouvrages
Les ouvrages en compétition pour le Prix Renaudot des Lycéens sont sélectionnés par un comité de lecture, composé de professionnels du livre (écrivains, critiques littéraires, libraires, etc.). Ce comité établit une liste d'une dizaine de romans parus dans l'année, en tenant compte de leur qualité littéraire et de leur capacité à susciter l'intérêt des jeunes,.

### Déroulement des délibérations et de la cérémonie de remise
Une fois les ouvrages sélectionnés, les lycéens jurés sont invités à les lire et à les évaluer. Ils participent à des rencontres et des débats autour des œuvres, afin d'échanger leurs impressions et de défendre leurs choix. Les délibérations finales ont lieu à Loudun, où les lycéens se réunissent pour voter et désigner le lauréat du prix. La cérémonie de remise du prix se déroule en présence de l'auteur lauréat, ainsi que de personnalités du monde littéraire et culturel, .

## Impact et reconnaissance

### Influence du prix sur la carrière des auteurs lauréats
Le Prix Renaudot des Lycéens a un impact significatif sur la carrière des auteurs lauréats. En effet, ce prix leur offre une visibilité importante auprès du public et des médias, ce qui peut favoriser la vente de leurs livres et leur ouvrir les portes d'autres prix littéraires. De plus, le fait d'être reconnu par un jury de jeunes lecteurs constitue une forme de consécration particulière pour un auteur,,.

### Lauréats
- Prix Renaudot